# Je ne sais quoi
„Je ne sais quoi” (în franceză Nu știu ce) este un cântec pop islandez compus de Örlygur Smári și Hera Björk și interpretat de Hera Björk în engleză, cu câteva expresii franțuzești. A reprezentat Islanda la Concursul Muzical Eurovision 2010 în Bærum, Oslo, Norvegia, în mai 2010. Melodia a câștigat competiția Söngvakeppni Sjónvarpsins 2010, organizată de televiziunea islandeză RÚV.